# Polyalthia litseifolia
Polyalthia litseifolia C.Y. Wu ex P.T. Li – gatunek rośliny z rodziny flaszowcowatych (Annonaceae Juss.). Występuje naturalnie w południowo-wschodnich Chinach – w południowej części Junnanu. 

## Morfologia
PokrójZimozielone drzewo dorastające do 40 m wysokości. Kora ma brązowoszarawą barwę.
LiścieMają eliptyczny kształt. Mierzą 9–20 cm długości oraz 4,5–8 cm szerokości. Nasada liścia jest od klinowej do zaokrąglonej. Blaszka liściowa jest o wierzchołku od tępego do krótko spiczastego. Ogonek liściowy jest nagi i dorasta do 6–10 mm długości.
KwiatySą pojedyncze, rozwijają się w kątach pędów. Działki kielicha mają trójkątnie lancetowaty kształt, są owłosione od zewnętrznej strony i dorastają do 10 mm długości. Płatki mają równowąski kształt, osiągają do 6–9 mm długości, brzegi są mniej lub bardziej zawinięte. Kwiaty mają 5–6 nagich owocolistków.
OwocePojedyncze mają kształt od podłużnego do jajowatego, zebrane w owoc zbiorowy. Są chropowate, osadzone na szypułkach. Osiągają 30–35 mm długości i 20–25 mm szerokości. Mają czerwoną barwę.

## Biologia i ekologia
Rośnie w widnych lasach. Występuje na wysokości do 600 m n.p.m. Kwitnie od kwietnia do lipca, natomiast owoce dojrzewają od maja do września.